# Limnobium spongia
Limnobium spongia és una planta aquàtica flotadora que és planta nativa de l'est dels Estats Units. És una planta herbàcia perenne de fins a 50 cm d'alt.
És d'aspecte semblant a l'espècie emparentada Limnobium laevigatum i al jacint d'aigua (Eichhornia crassipes).